# Mautodontha unilamellata
Mautodontha unilamellata foi uma espécie de gastrópodes da família Charopidae.
Foi endémica das Ilhas Cook.